# International Mind Sports Association
La International Mind Sports Association (IMSA) è un'associazione degli organi di governo mondiali per bridge a contratto, scacchi, dama (dama), go, xiangqi (scacchi cinesi) e mahjong; i suoi membri sono la World Bridge Federation (WBF), la Federazione Internazionale degli Scacchi (FIDE), la Fédération mondiale du jeu de dames (FMJD), la International Go Federation (IGF), la World Xiangqi Federation (WXF), la Mahjong International League (MIL) e la Federation of Card Games (FCG).
IMSA è membro di SportAccord (formalmente l'Associazione Generale delle Federazioni Sportive Internazionali) ed è stata fondata il 19 aprile 2005 durante l'Assemblea Generale GAISF. Ha sede a Losanna, in Svizzera.

## World Mind Sports Games
L'IMSA persegue generalmente obiettivi e interessi comuni dei suoi sport costituenti. Per prima cosa organizza i World Mind Sport Games, la cui prima edizione si è tenuta a Pechino, Cina, dal 3 al 18 ottobre 2008, circa due mesi dopo i Giochi olimpici di Pechino. I secondi Giochi nel 2012 sarebbero stati ufficialmente annunciati il 17 novembre durante il Mind Sports Festival 2011 a Londra, tranne per il fatto che non erano riusciti a garantire un luogo in quel momento. Tuttavia una sede è stata trovata a Lille in Francia e il secondo World Mind Sports Games si è tenuto dal 9 al 23 agosto 2012.
A lungo termine, spera di stabilire i "World Mind Sports Games" in maniera analoga alle Olimpiadi, che si tengono nelle città ospitanti olimpiche subito dopo i Giochi invernali o estivi, utilizzando le strutture dei Giochi olimpici e i volontari. La World Bridge Federation costituente ha incorporato diversi campionati mondiali quadriennali di bridge nei World Mind Sport Games perché considera il WMSG un "trampolino di lancio sulla via dell'introduzione di un terzo tipo di Giochi Olimpici (dopo le Olimpiadi estive e invernali)".

## SportAccord World Mind Games
IMSA ha inaugurato gli SportAccord World Mind Games nel dicembre 2011 a Pechino.  Per tutti gli sport, l'incontro era su invito e gli eventi non erano campionati del mondo. Oltre alla soddisfazione dei giocatori e delle federazioni partecipanti, gli obiettivi principali erano il raggiungimento di "una copertura televisiva mondiale e una grande partecipazione al torneo online legato all'evento".